# Puig de Torreneules
Puig de Torreneules är en bergstopp i Spanien.   Den ligger i provinsen Província de Girona och regionen Katalonien, i den nordöstra delen av landet, 500 km öster om huvudstaden Madrid. Toppen på Puig de Torreneules är 2 731 meter över havet.
Terrängen runt Puig de Torreneules är bergig åt sydväst, men åt nordost är den kuperad.Runt Puig de Torreneules är det mycket glesbefolkat, med 6 invånare per kvadratkilometer. Närmaste större samhälle är Campdevànol, 19,3 km söder om Puig de Torreneules. Trakten runt Puig de Torreneules består i huvudsak av gräsmarker.